# Správní obvod obce s rozšířenou působností Ostrov
Správní obvod obce s rozšířenou působností Ostrov je spolu s Karlovými Vary jedním ze dvou správních obvodů obcí s rozšířenou působností v okrese Karlovy Vary v Karlovarském kraji. Správní obvod zahrnuje města Abertamy, Boží Dar, Horní Blatná, Hroznětín, Jáchymov a Ostrov a dalších devět obcí. Rozloha správního obvodu činí 339,29 km² a v roce 2020 zde žilo 27 636 obyvatel, hustota zalidnění tedy činí 87 obyvatel na km².
Město Ostrov je zároveň obcí s pověřeným obecním úřadem. Správní obvod obce s rozšířenou působností Ostrov se tedy kryje se správním obvodem pověřeného obecního úřadu Ostrov.

## Územní vymezení
Seznam obcí, jejichž územím je správní obvod tvořen, včetně výčtu místních částí (v závorkách). Města jsou vyznačena tučně.
- Abertamy (Hřebečná)
- Boží Dar (Ryžovna, Zlatý Kopec)
- Doupovské Hradiště (Činov, Dolní Lomnice, Lučiny, Svatobor)
- Hájek (Nová Víska)
- Horní Blatná
- Hroznětín (Bystřice, Odeř, Ruprechtov, Velký Rybník)
- Jáchymov (Mariánská, Nové Město, Suchá, Vršek)
- Krásný Les (Damice, Horní Hrad)
- Merklín (Lípa, Oldřiš, Pstruží)
- Ostrov (Arnoldov, Dolní Žďár, Hanušov, Hluboký, Horní Žďár, Kfely, Květnová, Liticov, Maroltov, Mořičov, Vykmanov)
- Pernink (Bludná, Rybná)
- Potůčky (Stráň)
- Stráž nad Ohří (Boč, Kamenec, Korunní, Malý Hrzín, Osvinov, Peklo, Smilov, Srní)
- Velichov
- Vojkovice (Jakubov)

## Obyvatelstvo
| Rok  | Obyv.  | ± %    |
| ---- | ------ | ------ |
| 1869 | 31 057 | —      |
| 1880 | 33 135 | +6,7 % |
| 1890 | 34 721 | +4,8 % |
| 1900 | 37 553 | +8,2 % |
| 1910 | 39 462 | +5,1 % |

| Rok  | Obyv.  | ± %     |
| ---- | ------ | ------- |
| 1921 | 35 201 | −10,8 % |
| 1930 | 37 933 | +7,8 %  |
| 1950 | 22 717 | −40,1 % |
| 1961 | 31 646 | +39,3 % |
| 1970 | 30 148 | −4,7 %  |

| Rok  | Obyv.  | ± %    |
| ---- | ------ | ------ |
| 1980 | 30 600 | +1,5 % |
| 1991 | 27 684 | −9,5 % |
| 2001 | 28 536 | +3,1 % |
| 2011 | 29 316 | +2,7 % |
| 2021 | 26 865 | −8,4 % |